# Devin Bowen
Devin Bowen (n. 18 de mayo de 1972 en Newport Beach, California, Estados Unidos) es un exjugador de tenis de los Estados Unidos. Se especializó en dobles, obteniendo un título en cinco finales en la modalidad y alcanzando su mejor ranking en 2003 cuando fue n.º 39 del mundo en dobles.

## Títulos (1; 0+1)

### Dobles (1)
| Leyenda                |
| Grand Slam (0)         |
| Tennis Masters Cup (0) |
| ATP Masters Series (0) |
| ATP Tour (1)           |

| N.º | Fecha | Torneo     | Superficie    | Pareja        | Oponentes en la final  | Resultado |
| --- | ----- | ---------- | ------------- | ------------- | ---------------------- | --------- |
| 1.  | 2003  | Amersfoort | Tierra batida | Ashley Fisher | Chris Haggard André Sá | 6-0 6-4   |